# دوبرا وودا (ناحیه ژدار ناد سازاوو)
دوبرا وودا (ناحیه ژدار ناد سازاوو) (به چکی: Dobrá Voda) یک منطقهٔ مسکونی در جمهوری چک است که در ناحیه ژدار ناد سازاووو واقع شده‌است. دوبرا وودا ۸٫۲۸ کیلومتر مربع مساحت و ۳۴۵ نفر جمعیت دارد و ۵۴۵ متر بالاتر از سطح دریا واقع شده‌است.